# Elina Samantray
Elina Samantaray, también conocida como Ray Elina Samantaray, es una actriz y modelo india. Comenzó su carrera en la actuación con la película de Ollywood Ishq Tu Hi Tu. Fue la ganadora de la primera temporada del programa "Kie Heba Mo Heroine", que se transmitió por televisión en Tarang TV. Su película Kabula Barabula ... Searching Laila, estrenada en 2017, fue todo un éxito de taquilla y le otorgó gran popularidad a la actriz en el ambiente de Ollywood. Actualmente cursa un Máster en la Universidad de Utkal. Elina ganó un premio Odia Filmfare por mejor actriz en 2017 por su papel en la película Abhaya de 2017.

## Filmografía

### Cine
| Año  | Título                             | Notas |
| ---- | ---------------------------------- | ----- |
| 2015 | Ishq Tu Hi Tu                      |       |
| 2015 | Kehi Nuhen Kahara                  |       |
| 2015 | Jaga Hatare Pagha                  |       |
| 2016 | Love Station                       |       |
| 2016 | Jhia Ta Bigidi Gala                |       |
| 2017 | Abhaya                             |       |
| 2017 | Mu Khanti Odia Jhia                |       |
| 2017 | Kabula Barabula... Searching Laila |       |
| 2018 | Happy Lucky                        |       |